# Jogos do Império Britânico e da Commonwealth de 1954
Os Jogos do Império Britânico e da Commonwealth de 1954  foram realizados em Vancouver, Canadá, entre 30 de julho e 7 de agosto.

## Modalidades
- Atletismo
- Boxe
- Ciclismo
- Esgrima
- Halterofilismo
- Lawn Bowls
- Natação
- Remo
- Salto ornamental
- Wrestling

## Países participantes

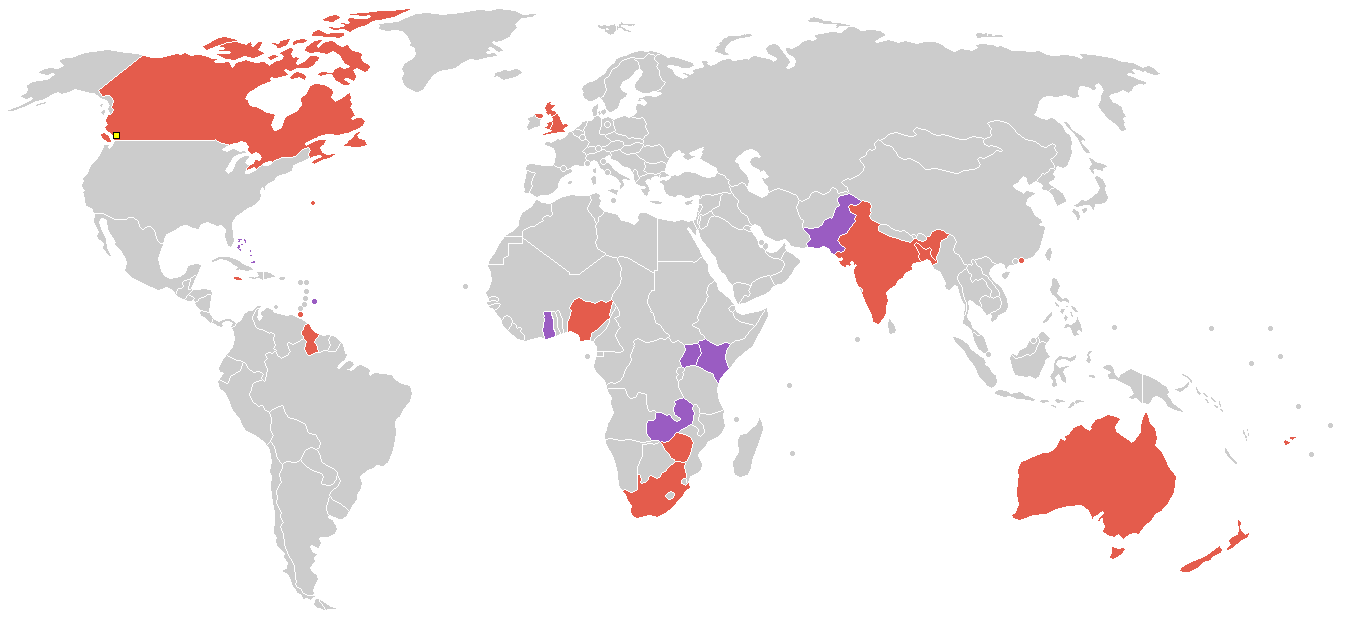
Países participantes.

| - África do Sul - Austrália - Bahamas - Barbados - Bermudas - Canadá - Costa do Ouro - Escócia |  | - Fiji - Guiana Britânica - Hong Kong - Índia - Inglaterra - Irlanda do Norte - Jamaica - Nigéria |  | - Nova Zelândia - País de Gales - Quênia - Rodésia do Norte - Rodésia do Sul - Paquistão - Trinidad e Tobago - Uganda |

## Medalhistas
| Ordem | País              | Medalha de ouro | Medalha de prata | Medalha de bronze | Total |
| ----- | ----------------- | --------------- | ---------------- | ----------------- | ----- |
| 1     | Inglaterra        | 23              | 24               | 20                | 67    |
| 2     | Austrália         | 21              | 11               | 17                | 49    |
| 3     | África do Sul     | 16              | 6                | 14                | 36    |
| 4     | Canadá            | 9               | 21               | 14                | 44    |
| 5     | Nova Zelândia     | 7               | 7                | 5                 | 19    |
| 6     | Escócia           | 6               | 2                | 5                 | 13    |
| 7     | Rodésia do Sul    | 3               | 6                | 3                 | 12    |
| 8     | Trinidad e Tobago | 2               | 2                | 0                 | 4     |
| 9     | Irlanda do Norte  | 2               | 1                | 0                 | 3     |
| 10    | Nigéria           | 1               | 3                | 3                 | 7     |
| 11    | Paquistão         | 1               | 3                | 2                 | 6     |
| 12    | País de Gales     | 1               | 1                | 5                 | 7     |
| 13    | Jamaica           | 1               | 0                | 0                 | 1     |
| 14    | Barbados          | 0               | 1                | 0                 | 1     |
| 14    | Hong Kong         | 0               | 1                | 0                 | 1     |
| 14    | Uganda            | 0               | 1                | 0                 | 1     |
| 17    | Guiana Britânica  | 0               | 0                | 1                 | 1     |
| 17    | Rodésia do Norte  | 0               | 0                | 1                 | 1     |

     País sede destacado.